# It's always Rock and Roll
It's always Rock and Roll is een album uit 1975 van de Franse elektronische rockgroep Heldon. Dit dubbelalbum was het derde album van de groep, en brengt net als de vorige albums instrumentale nummers die doen denken aan het midden tussen de Duitse elektronische muziek uit die tijd, en de progressieve rockmuziek van King Crimson.
Het album verscheen aanvankelijk bij Disjuncta. Later verscheen het op cd bij Spalax en bij Cuneiform, samen met het album Electronique Guérilla.

## Tracks
1. "ICS Machinique" (4:11)
2. "Cotes de cachalot à la psylocybine" (8:35)
3. "Méchamment rock" (3:33)
4. "Cocaine Blues" (9:42)
5. "Aurore" (18:13)
6. "Virgin Swedish Blues" (7:27)
7. "Ocean Boogi" (5:53)
8. "Zind Destruction" (8:22)
9. "Doctor Bloodmoney" (16:49)

## Bezetting
- Richard Pinhas: ARP- en VCS3-synthesizer, gitaren, bas, tapes, mellotron
- George Grunblatt: mellotron, gitaren
- Patrick Gauthier: ARP
- Gilbert Artman: drums
- Jean My Truong: drums
- Ariel Kalma: Indisch harmonium